# Stepan Hindlian
 (juillet 2024).
Stepan Hindlian (en bulgare : Степан Хиндлиян), de son vrai nom Stepan Manouk, est un marchand et propriétaire terrien de l'intelligentsia bulgare ayant vécu aux XIXe et XXe siècles.

## Biographie
Stepan Hindlian est un grand marchand et entretenait d'importantes relations commerciales avec l'Italie, la Russie, la Suisse, l'Égypte ou encore l'Inde. À cause de ses fréquents voyages professionnels vers l'Inde, les autorités turques l'ont vite surnommé Hindiolgou (l'Indien), qui se transforme en Hindlian. Sa maison, construite en 1835 à Plovdiv, est remarquable pour son architecture typique de la Renaissance, et est visible encore aujourd'hui dans le centre historique de la ville. L'intérieur est décoré de nombreux objets, tapis et tissus issus de ses nombreux voyages à Saint-Pétersbourg, Stockholm, Lisbonne, Athènes, Venise ou encore Alexandrie.
En 1915, à la suite du génocide arménien, il quitte sa maison pour y héberger des familles réfugiées. Elle accueille 23 familles arméniennes, soit 61 personnes,.
Il est le beau-père du marchand russe d'origine arménienne Artin Gidikov et l'arrière-grand-père du colonel Boghos Boghossian,.